# ککوداکا
کُکوداکا (به ژاپنی: 石高 Kokudaka)، به‌طور خلاصه به نشان دادن بهره‌وری زمین با مقیاس کُکوی برنج گفته می‌شود و از زمانی که تویوتومی هیده‌یوشی دستور تایکو کنچی (نقشه‌برداری از مزارع برنج) را داد تا اصلاح مالیات زمین (ژاپن ۱۸۷۳) مورد استفاده بوده‌است. کُکوداکا بیشتر اشاره به سیستم تعیین ارزش زمین برای مقاصد مالیاتی تحت فرمان شوگون‌سالاری توکوگاوا در دوره ادو در ژاپن دارد. این سیستم ارزشی با عبارت کُکوی برنج (واحد اندازه‌گیری غلّه برابر حدود ۱۴۰ کیلوگرم) بیان می‌شود.
یک کُکو (تقریباً معادل پنج بوشل) به‌طور کلی به عنوان معادل برنج به اندازه کافی برای تغذیه یک نفر در طی یک سال است. مقدار واقعی درآمد از یک قلمرو تا یک قلمروی دیگر متفاوت بود و بستگی به این داشت که یک ارباب چه میزان از قلمروی مورد بحث را در واقع تحت کنترل دارد. اما میزان درآمد واقعی به‌طور متوسط ۴۰ درصد از میزان تئوری کُوکوداکا را تشکیل می‌داد.
مقدار مالیات براساس مقدار واقعی برنج برداشت شده نبود، بلکه تخمین مالیات بر اساس عملکرد اقتصادی کل زمین مورد نظر بود، ارزش سایر محصولات کشاورزی به ارزش معادل آن با برنج سنجیده می‌شد.
یکی از فاکتورهای تعیین جایگاه مقام و برتری دایمیو‌ها یا حاکمان فئودال نسبت به دایمیوهای دیگر میزان کُوکوداکا در قلمروی تحت مدیریت آنان بود. در سال ۱۶۵۰، مجموع کُوکوداکای ژاپن، ۲۶ میلیون ککو ارزیابی شد، که شوگون به‌طور مستقیم کنترل ۴٫۲ میلیون ککو را در دست داشت.